# Обердорф (Золотурн)
Обердорф (нем. Oberdorf) — коммуна в Швейцарии, в кантоне Золотурн.
Входит в состав округа Леберн. Население составляет 1679 человек (на 31 декабря 2007 года). Официальный код — 2553.